# بيجو 607
بيجو 607 سيارة كلاسكية مميزة جدا وأيضا قوية انتجها شركة بيجو الفرنسية لصناعة السيارات في الفترة من سبتمبر 1999 إلى يونيو 2010. مع 607، جنبا إلى جنب و 407، وحلت محلها 508 في أوائل عام 2011.

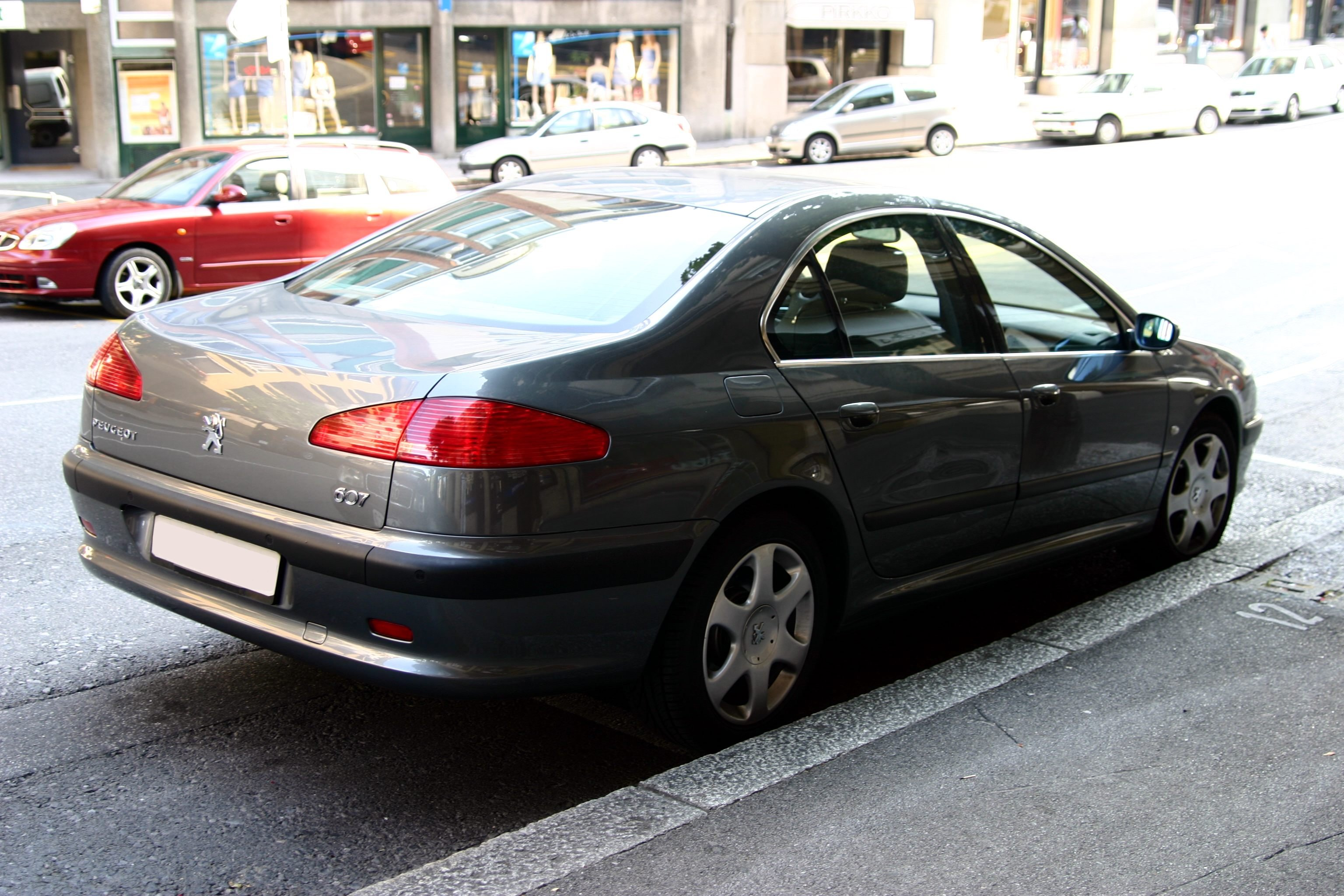

## نشاتها
تم إطلاق 607 في أكتوبر 1999، لتحل محل 605 التي توقفت بالفعل. يستخدم الهيكل سابقتها ولكن لديها كل ما هو جديد، وتصميم خارجي روعة وأكثر حداثة. وكان نطاق محرك (2.2 و 3.5 البنزين، والديزل 2.2) جديد تماما. وكانت ذات مستويات معدات عالية أيضا، مع كل النماذج والحصول على تكييف الهواء، ومشغل الأقراص المدمجة، والنوافذ الكهربائية، 12 من الأكياس هوائية، المانعة للانغلاق نظام الكبح، ومراقبة ضغط الإطارات، وقفل مركزي وفقا للمعايير واضائات ليلية قوية جدا وحساسات مطر وحساسات خلفية وامامية ومثبت سرعة و

## إصدارات سيارة الاجرة
كثيرا ما يستخدم 607 سيارة أجرة في أوروبا؛ البرتغال يستخدمها مثل سيارات الأجرة في مطار مطار فارو، وهذه الإصدارات هي عادة 3.5 V6 أو 2.2 وإصدارات المبادرة، وبلدان البنلوكس أيضا استخدمهتا كذلك، ولكن أقل كثيرا في المطارات وكان يمتلكها الرئيس الفرنسي جاك شيراك في عام 2003 الي عام 2006

## تحسين التصميم
وقد أعيد تصفيف 607 في عام 2004، مع التعديلات أبرزها الواجهة الأمامية الجديدة و2.8 محرك V6 محرك المبادرة، وقادرة على 150 كيلوواط (240 PS؛ 201 حصانا)، وتزاوج إلى علبة التروس ب 6 سرعات أوتوماتيكي جديد، والذي هو الآن كما تتوفر على نموذج البنزين V6.
في عام 2008، تم سحب 607 من المملكة المتحدة بسبب ضعف المبيعات.

## المحافل رسمية
وكان أول من قدم سيارة 607 معرض جنيف للسيارات في عام 2000. وقد استخدم ثاني مرة بعد سبع سنوات في وقت لاحق من قبل الرئيس الفرنسي نيكولا ساركوزي لتنصيبه رئيسا في 16 أيار، 2007. في هذه الأثناء، كان قد تم تحديثها وتعديلها على السيارة وفقا لتصفيف عام 2004 .

## أرقام المبيعات

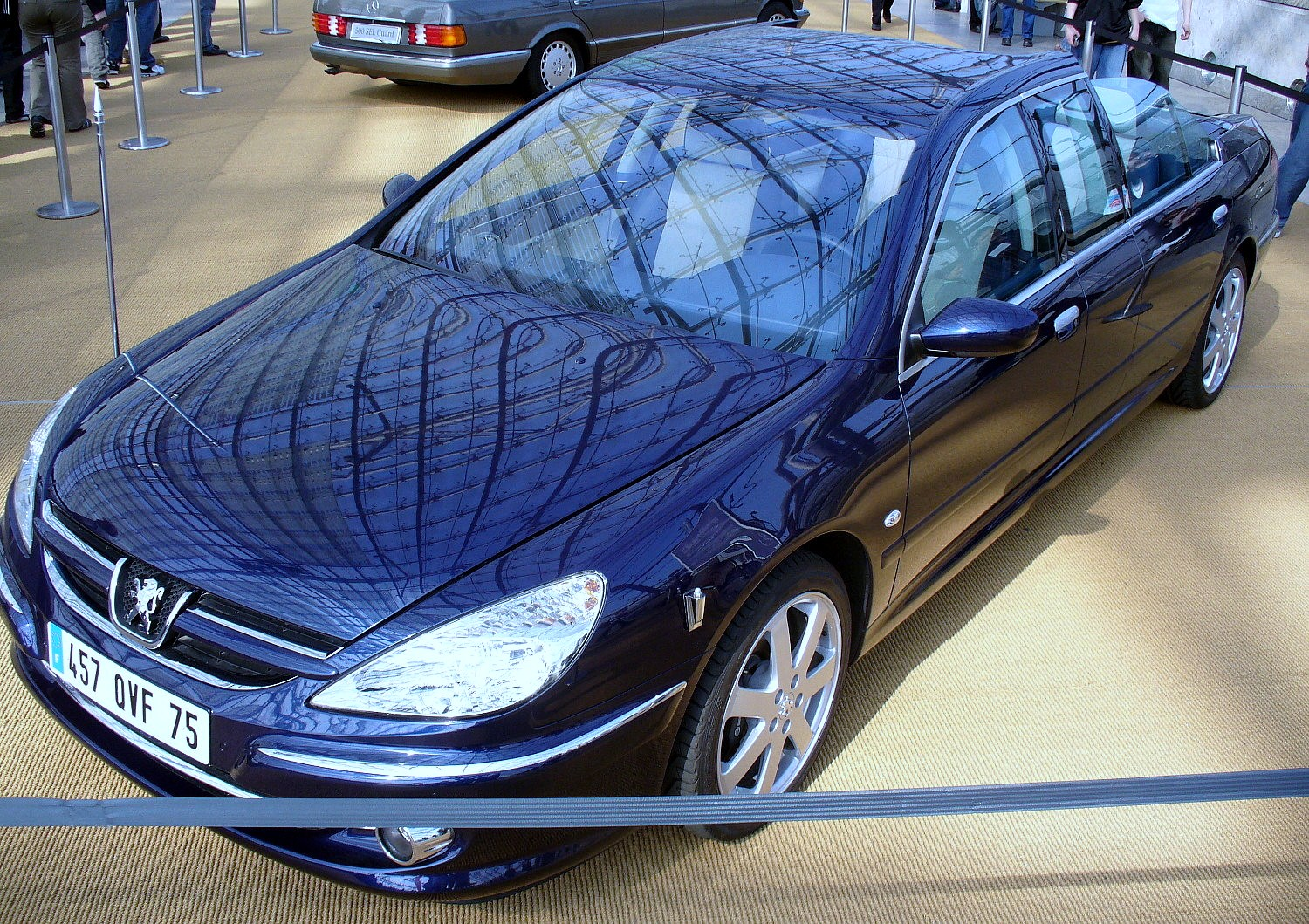

| Year | Sales  |
| ---- | ------ |
| 1999 | ?      |
| 2000 | ?      |
| 2001 | ?      |
| 2002 | ?      |
| 2003 | 5,900  |
| 2004 | 18,100 |
| 2005 | 19,100 |
| 2006 | 10,500 |
| 2007 | 7,500  |
| 2008 | 3,900  |
| 2009 | 1,900  |